# نکرومورف
نکرومورف (به انگلیسی: Necromorph) اصطلاحی است برای مجموعه‌ای از موجودات تخیلی مرده متحرک در فرانچایز ترسناک علمی تخیلی  فضای مرده که توسط الکترونیک آرتز ساخته‌شد و در کمیک بوک ٢٠٠٨ با همین نام معرفی شد. در این مجموعه، نکرومورف‌ها از جسد‌های زنده‌شده، در شکل‌ها و اندازه‌های مختلف تولید میشوند. آن‌ها موجودات خشنی هستند که برای قتل زاده ‌شدند و با سیگنالی که از مصنوعات بیگانه مرموز به نام مارکر ساطع می‌شود، تمام زندگی‌ها را در مجاورت خود آلوده می‌کنند.